# Kavadarci
Kavadarci (in macedone Општина Кавадарци?) è un comune urbano della Macedonia del Nord di 38 741 abitanti (dati 2002). La sede comunale è nella località omonima.

## Geografia fisica
Il comune confina con Čaška e Rosoman a nord, con Prilep ad ovest, con Demir Kapija e Gevgelija a est, con Negotino a nord-est e con la Grecia a sud.

## Società

### Evoluzione demografica
Secondo il censimento nazionale del 2002 questo municipio ha 38 741 abitanti. I principali gruppi etnici includono:
- Macedoni = 37 499
- Rom = 679
- Serbi = 218
- Turchi = 167

## Amministrazione

### Gemellaggi
Gornji Milanovac

## Località
Il comune è formato dall'insieme delle seguenti località:
- Kavadarci (sede comunale)
- Šeškovo
- Šiec
- Begnište
- Brušani
- Dabnište
- Dobrotino
- Dradnja
- Dragožel
- Drenovo
- Fariš
- Galište
- Garnikovo
- Glišić
- Grbovec
- Kesendre
- Košani
- Marena
- Prevednik
- Raec
- Resava
- Sopot
- Vataša
- Vozarci
- Čemersko
- Bohula
- Bojančište
- Bunarče
- Dolna Bošava
- Gorna Bošava
- Klinovo
- Konopište
- Krnjevo
- Kumaničevo
- Majden
- Mrežičko
- Radnja
- Rožden
- Stragovo

## Sport
In città ha sede la squadra di basket K.K. Kavadarci protagonista nel massimo campionato nazionale.

## Fonti
Censimento macedone del 2002